# The Open Ecology Journal
The Open Ecology Journal — оглядовий науковий журнал, присвячений проблемам екології. Публікуються оригінальні наукові статті і огляди.

## Реферується і індексується
Журнал індексується у:
- Chemical Abstracts
- EMBASE
- Scopus

## Ресурси Інтернету
- Офіційний сайт